# Angelets
Cet article concerne une révolte paysanne. Pour les pyramides humaines, voir Angelets del Vallespir.

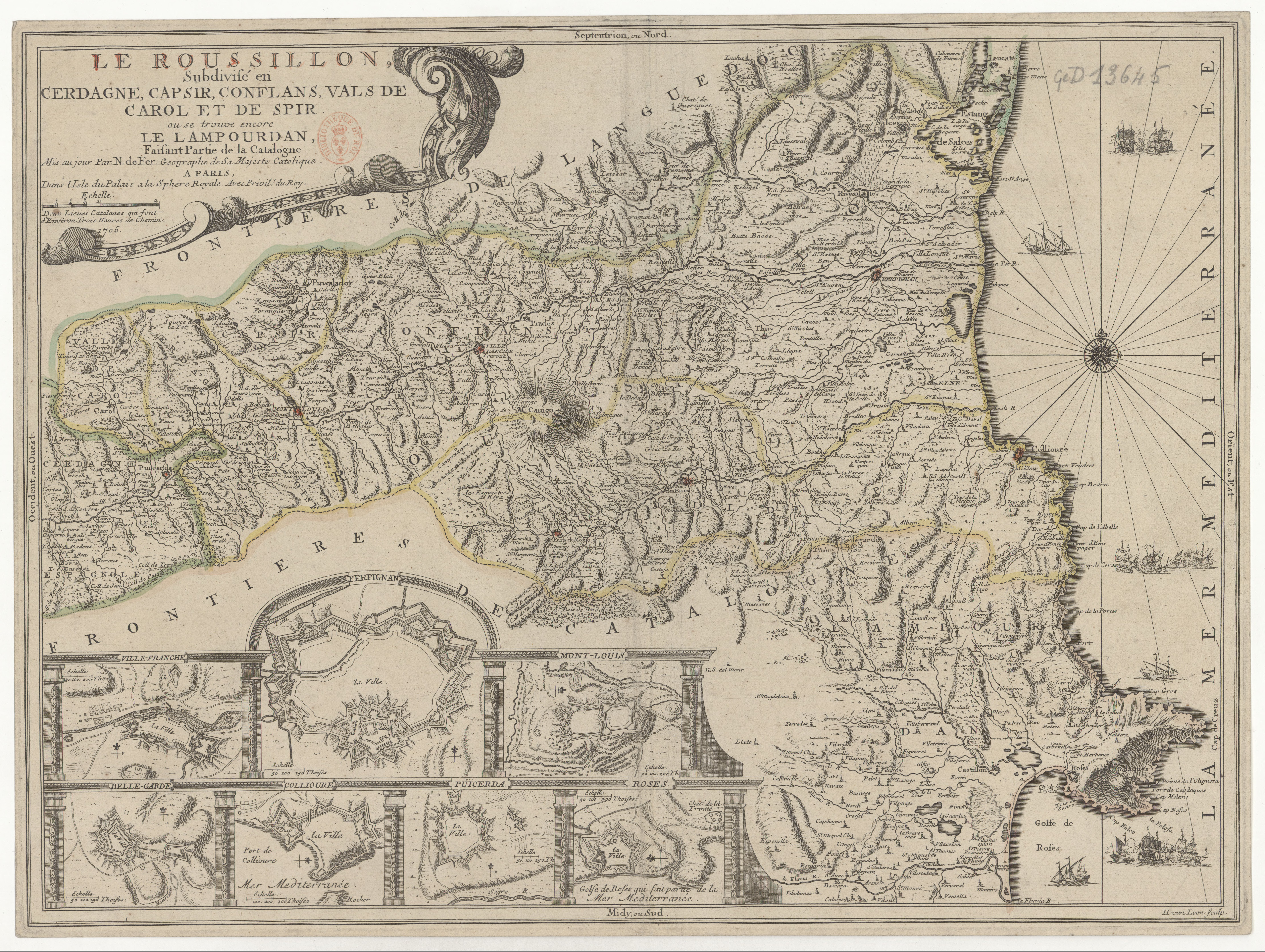
Carte de la province du Roussillon par Nicolas de Fer (1706)

La révolte des Angelets désigne l'ensemble des insurrections paysannes contre les autorités françaises qui eurent lieu dans la province du Roussillon entre les années 1667 et 1675. La cause en est l’instauration en 1661 de la gabelle — le roi Louis XIV prétendant ainsi soulager les populations des contributions.
Le terme angelet renvoie aux partisans catalans levés par le mercenaire Miquelot de Prats, lors du soulèvement de Catalogne contre la monarchie espagnole.

## Le nom

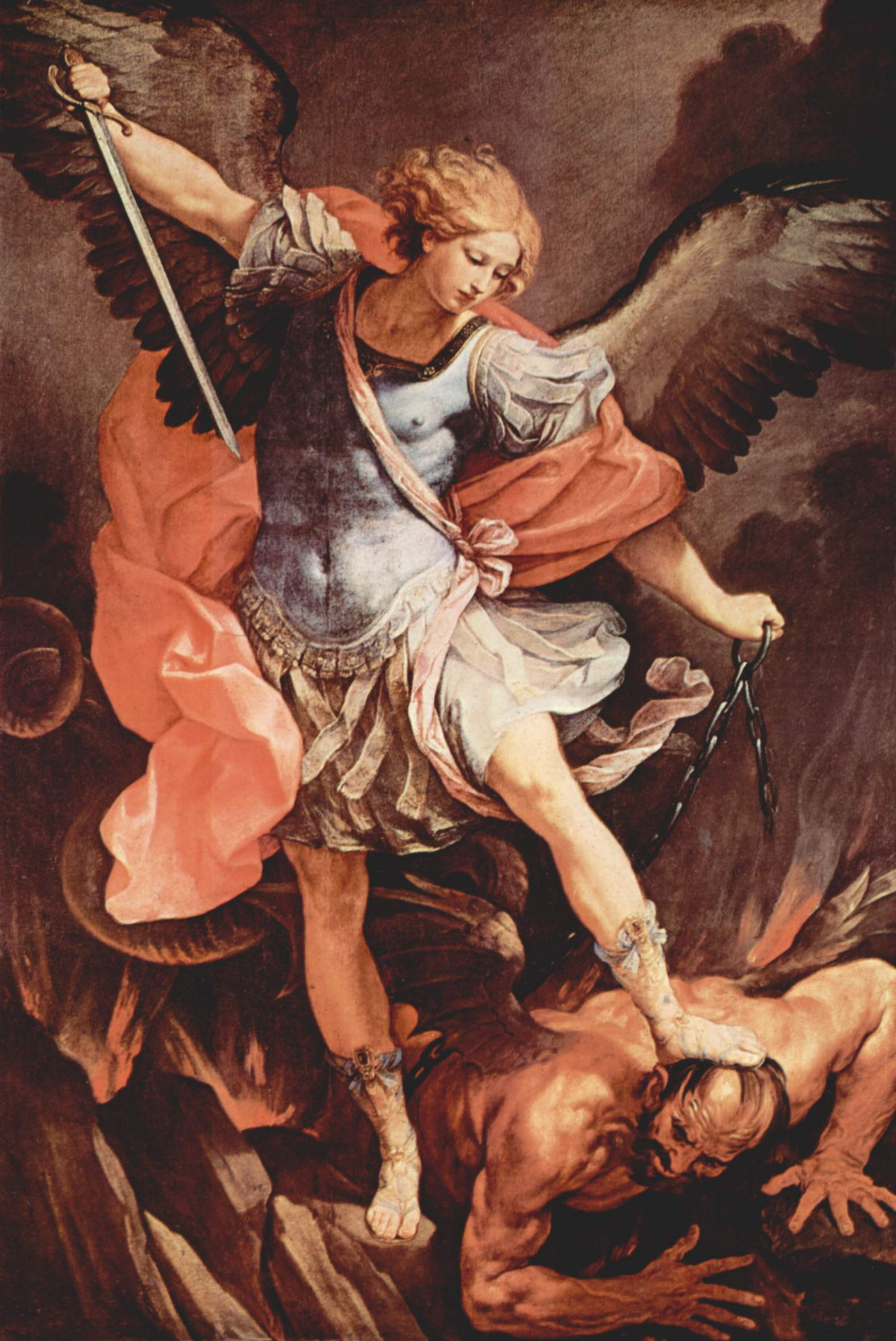
L’archange saint Michel.

On n’a pas éclairci la raison pour laquelle les révoltés sont surnommés angelets. Une des explications avancées est la croyance populaire selon laquelle les anges connaissent bien les montagnes ; une autre, la faculté qu’ils ont d’apparaître et de disparaître.
Quant au mot miquelets, il désigne avant tout des mercenaires catalans, mais aussi parfois des paysans en armes. Il y a donc confusion chez les auteurs anciens, notamment dans leur relation de la guerre de Hollande : ils désignent sous le nom de miquelets tous ceux qui, dans la province de Roussillon, s’opposent au roi de France — qu’il s’agisse des angelets ou des mercenaires catalans au service du roi d’Espagne.
L'archange saint Michel est le patron des miquelets et des paraires de Prats-de-Mollo, ce qui donne une teinte sacrée à une révolte qui réclame les libertés au cri patriotique de « Visca la terra! » (« Vive la terre ! »)

## Contexte
Le 8 mai 1659, la Guerre des faucheurs prend fin, et le 7 novembre est signé le traité des Pyrénées entre les monarchies espagnole et française. L’accord prévoit notamment un partage de la principauté de Catalogne entre les deux souverains. La couronne de France annexe cinq comarques (correspondant aux deux Comtés, moins la Basse Cerdagne et Llívia) :
- la comarque de Roussillon ;
- le Vallespir ;
- le Conflent ;
- le Capcir ;
- les bourgs et villages de Haute Cerdagne, c’est-à-dire l'est du comté de Cerdagne.

Louis XIV s’engage à respecter les coutumes locales. Mais, dès juin 1660, il remplace institutions et organismes catalans par ses propres structures politique, judiciaire et fiscale,. Il crée un Conseil souverain du Roussillon à Perpignan. Puis il nomme un intendant.
La résistance au nouveau maître commence en mars 1661. Venu régler un différend entre les habitants d'Ayguatébia et ceux d'Oreilla, le viguier Marsal est violemment pris à partie. Il parvient à fuir, mais le notaire et le domestique qui l'accompagnent sont tués. Aussitôt, la comarque de Conflent est assujettie à un impôt destiné à payer le sometent français (la milice).

### La gabelle
L’impôt sur le sel est aboli par les tribunaux catalans depuis le temps du roi Jacques II de Majorque, en 1283. En 1661, les Français le rétablissent. Son montant est destiné à financer l’entretien et la construction de places fortes, ainsi que le traitement des fonctionnaires français. La mesure est très impopulaire. Le détournement par le roi de France du montant de cet impôt — au détriment de Perpignan, qui n’en encaisse qu’une part insignifiante — est considéré comme une abjuration du serment royal de respecter les privilèges de la capitale de la comarque de Roussillon. Les consuls de Perpignan protestent. Mais une décision du Conseil souverain rejette la réclamation municipale, et impose la volonté du gouvernement.
En Vallespir, pays de pâtures, le sel est nécessaire à l’alimentation du bétail et à la conservation de la viande. Les habitants le font venir de l’autre côté de la toute nouvelle frontière. La taxe en fait monter démesurément le prix. En 1667, les paysans du Vallespir refusent de la payer.

## La première révolte (1667-1668)
La contrebande s’organise. Les contrôleurs traquent les trafiquants, pour tenter de mettre fin à cette activité. Les paysans réagissent, se transformant en véritables guérilleros, harcelant les soldats français, et surtout les fonctionnaires de la gabelle. Une résistance armée s’organise, sous la conduite de Josep de la Trinxeria, un négociant de Prats-de-Mollo.
Les insurgés se répandent dans la comarque de Vallespir. En 1667, ils se cachent surtout dans les villages de Serralongue et de Montferrer. L'année suivante, ils attaquent l’hôtel d’Amélie-les-Bains, où logent les gabellots (les gabelous). Ils assiègent le sous-viguier Maniel dans l'église de Saint-Laurent-de-Cerdans. La répression ne tarde pas : huit habitants sont condamnés à mort, et 51 aux galères à perpétuité. Ce qui ne décourage nullement les faux sauniers.
Le président du Conseil souverain, Francesc de Segarra, offre une récompense de 100 doubles d'or à qui dénonce les chefs des résistants. Le 14 septembre 1668, il part avec 300 soldats se baser à Arles, afin d’engager une dure répression. L’expédition punitive est mise en déroute au pas del Llop, et doit se replier sur Arles.
Plusieurs années durant, connaissant bien le terrain, les révoltés infligent des pertes importantes aux troupes françaises. Du 3 août 1667 au 30 juin 1668, ils poursuivent et éliminent également un bon nombre de percepteurs du sel.
Les autorités de la gabelle se résolvent à négocier : la lutte armée cesse et, en échange, les communes du Vallespir peuvent se procurer du sel de contrebande. Par le « compromis de Céret », les percepteurs du sel s’engagent à mettre fin aux contrôles et à s’entendre avec le conseil de chaque village, qui est chargé désormais de la distribution aux habitants.

## La seconde révolte (1670-1674)

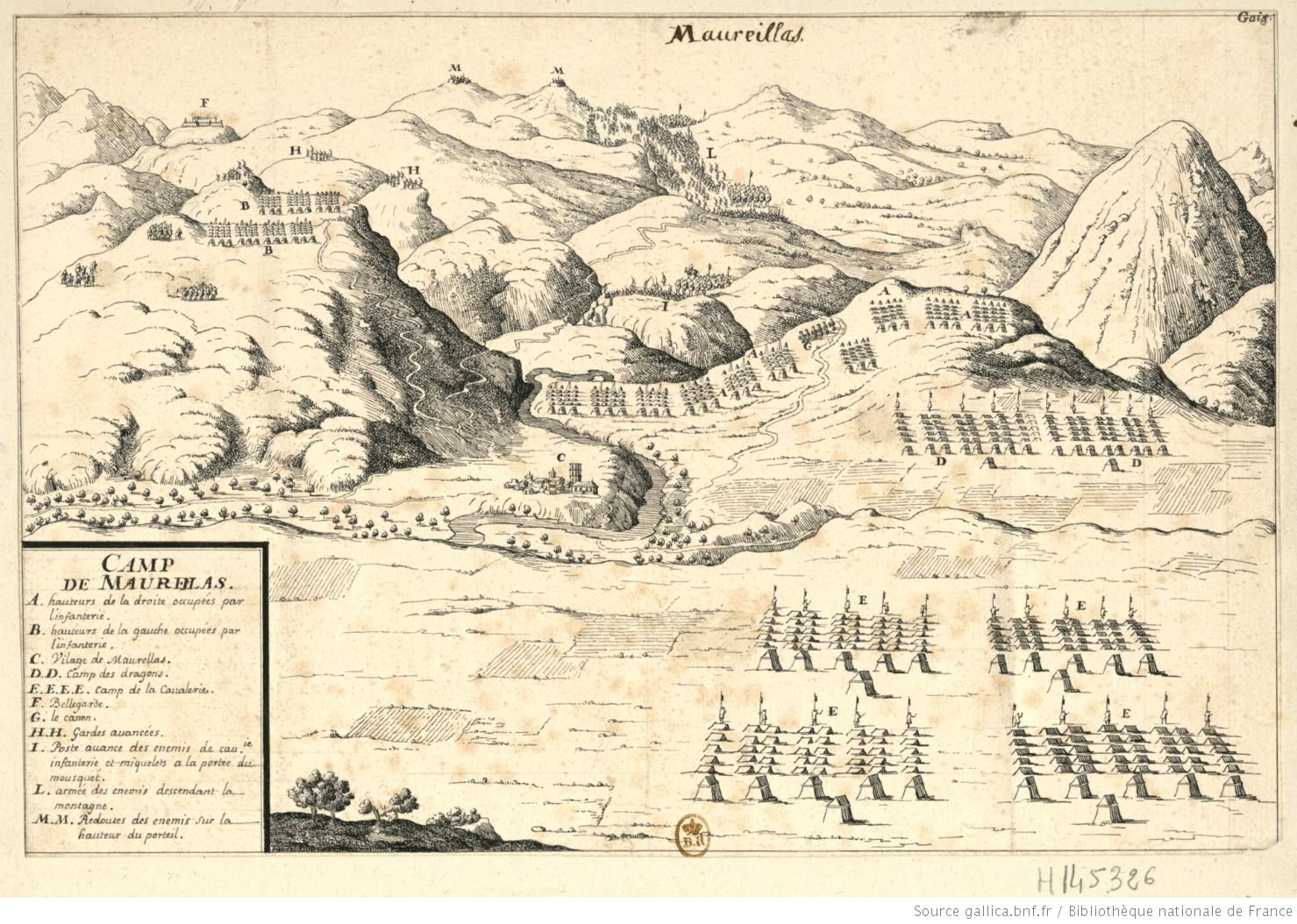
Plan de bataille autour de Maureillas en 1674

En 1669, en Conflent, Joan Miquel Mestre, dit l'Hereu Just, exige un semblable arrangement pour Baillestavy. De septembre à novembre, il reprend la traque des gabelous. C’est à ce moment-là que les révoltés sont désignés sous le nom d’« angelets ». Mestre est arrêté par hasard sur la route de Camprodon, le 22 janvier 1670, par le gouverneur de Prats-de-Mollo. Ce qui déclenche une révolte des habitants, menés par Josep de la Trinxeria et son lieutenant Damià Nohell, fils du maire de Serralongue. Ils prennent en otage la femme et les enfants du gouverneur, et négocient leur libération contre celle du Juste Héritier. L’échange effectué, les angelets redescendent le Tech, voyant leur troupe grossir jusqu’à 1 500 hommes.
À ce moment, la révolte non seulement reprend, mais se durcit considérablement. Les combats s’étendent à tout le Vallespir : le 27 février 1670, les insurgés s'emparent d'Arles, dont ils chassent la garnison et tuent le maire. Du 31 mars au 2 avril, ils assiègent Céret, capitale du Vallespir.
Les angelets tiennent la haute vallée du Tech et le Conflent. C’est alors que les Français envoient une armée de 4 000 soldats. Évitant d’offrir une cible facile sur la route de la vallée, ils progressent par les montagnes du Haut Conflent qui séparent les deux comarques, afin de prendre le Vallespir à revers. La technique de guérilla ne permet pas de soutenir une bataille rangée, en terrain découvert, face à une armée complète : le 5 mai, les angelets sont défaits au coll de la Regina, au pied du pla Guillem. Certains se réfugient dans la principauté de Catalogne, d’autres se cachent dans les montagnes. Dernier bastion des angelets avant la défaite, le village de Py est condamné à être rasé. Du sel doit être répandu sur ses ruines.

### Débuts de la guerre de Hollande
Les hostilités sont ravivées par la guerre de Hollande (1672-1678), dont la frontière espagnole devient un des théâtres. La lutte de la population prend alors un caractère de soulèvement antifrançais. Les angelets collaborent avec la monarchie espagnole (1673).
Le village et l’église d’Ayguatébia sont incendiés par les troupes françaises le 7 février 1673.
L’année 1674 est particulièrement difficile pour les Français, dans la province de Roussillon. Ils vont devoir faire face à des conspirations (Villefranche et Perpignan) et à une entrée des troupes espagnoles.

### Conspiration de Villefranche
Les angelets sont impliqués dans la conspiration de Villefranche, qui vise à réunir les Comtés à la principauté de Catalogne, le « samedi de gloire » de 1674.
La conspiration est découverte. Son chef, Manuel Descatllar, est arrêté. Il est transféré à Perpignan où, sous une terrible torture, il reconnaît tous ses agissements. Il est exécuté sur la place de la Loge le 20 avril 1674,. Quant à son compagnon Francesc Puig i Terrats, il est condamné à mort et égorgé en public, devant sa propre maison, le 16 mai. Son corps est dépecé. Les quatre parties en sont exhibées en quatre points de la ville. Beaucoup d’autres conjurés payent leur engagement de la perte de leurs droits civiques et patrimoniaux.

### Répression et fin de la révolte
La population s’agite toujours. Les troupes du roi d’Espagne franchissent la frontière et prennent le fort de Bellegarde (début de 1674). Elles contrôlent une grande partie de la province (Cerdagne et Vallespir, une partie du Roussillon et du Conflent). Ce n’est qu’en 1675 que le comte de Schomberg reprend Bellegarde et les chasse définitivement.
La région est maintenant envahie par les troupes françaises. La répression atteint toute la population : emprisonnements, condamnations aux galères, exécutions, confiscations de biens, lourdes amendes infligées aux communes (celle de Prats-de-Mollo est de 3 500 livres, celle de Saint-Laurent de 1 600 livres...)
La révolte des angelets est considérée comme finie en 1675.
Les haines sont tellement exacerbées, le coût de la répression est si élevé que Louis XIV tente d’échanger les Comtés contre la Flandre. Mais Charles II refuse.
La révolte s’étant complètement éteinte, le roi de France renonce à cet échange lors des négociations du traité de Nimègue, qui met fin, en 1678, à la guerre de Hollande.

## Hommage
- Angelets de la Terra est une association de promotion de la culture catalane[18], en même temps qu’un club de supporters des Dragons Catalans (rugby à XIII) et de l’USAP Perpignan (rugby à XV).
- Angelets del Vallespir est une colla (équipe) castellera de Saint-Jean-Pla-de-Corts.

### Source
- (ca) Cet article est partiellement ou en totalité issu de l’article de Wikipédia en catalan intitulé « Revolta dels angelets de la terra » (voir la liste des auteurs).